# Comtat de Mortagne
El comtat de Mortagne fou una jurisdicció feudal del Maine, creada per Hug I del Maine pel seu fill petit Hervé I. Encara que anomenat sovint comte, només era senyor. El va succeir el seu fill Hervé II i després un nebot, Folc o Fulcois, que es va casar amb Melisenda comtessa de Nogent i va reunir els dos comtats. D'altra banda el fill de Folc i Melisenda, Jofre I, va heretar el vescomtat de Chateaudun el 1003 per renúncia del seu oncle Hug (germà de Folc) que es va fer bisbe (va esdevenir arquebisbe de Tours).
Jofre I de Mortagne i Nogent i II vescomte de Chateaudun va morir vers el 1040 i el va succeir el seu fill Hug I de Mortagne i Nogent i II de Chateaudun. Va morir sense fills en una data propera al 1044 i el va succeir el seu germà Rotrou I de Mortagne i del vescomtat de Chateaudun i II de Nogent. El 1058 la senyoria de Mortagne fou reconeguda com a comtat. Va morir vers el 1080.
Jofre II fou comte de Mortagne i de Nogent de 1080 à 1090, any en què va reunir els dos feus sota el nom de comtat de Perche. Anteriorment va tenir la senyoria de Nogent. El seu germà petit Hug III va heretar el vescomtat de Chateaudun i un tercer germà la senyoria de Montfort. Des de llavors el comtat fou conegut només com a comtat de Perche.

## senyor i comtes de Mortagne
- Hervé I 941-955
- Hervé II 955-980
- Folc, comte consort de Nogent 980-abans de 1003
- Jofre I (vescomte de Chateaudun des del 1003 per cessió d'un oncle) abans 1003-1040
- Hug I 1040-1044
- Routrou I 1044-1080 (comte el 1058).
- Jofre II 1080-1090
- Després de 1090 es fusionen el comtat de Mortagne i el comtat de Nogent i formen el comtat de Perche